# (10747) Köthen
(10747) Kothen, désignation internationale (10747) Köthen, est un astéroïde de la ceinture principale.

## Description
(10747) Kothen est un astéroïde de la ceinture principale. Il fut découvert le 1er février 1989 à Tautenburg par Freimut Börngen. Il présente une orbite caractérisée par un demi-grand axe de 2,24 UA, une excentricité de 0,12 et une inclinaison de 3,5° par rapport à l'écliptique.

## Compléments